# منتخب الصين للكرة اللينة للسيدات
منتخب الصين للكرة اللينة للسيدات هو ممثل الصين الرسمي في المنافسات الدولية في الكرة اللينة للسيدات .